# Epitheliozoa
Los epiteliozoos (Epitheliozoa) son el grupo de animales que presentan epiteloide o verdadero epitelio.

## Propuesta de Epitheliozoa

### Hipótesis de Epitheliozoa con Placozoa como grupo basal
Un concepto basado en características puramente morfológicas presenta a los Placozoa como el pariente más cercano de los animales con tejidos verdaderos (Eumetazoa), se presentó como un grupo hermano de Porífera.
|            | Ctenophora                                             |
|            |                                                        |
| Planulozoa | \| \| Cnidaria \| \| \| \| \| \| Bilateria \| \| \| \| |
|            | \| \| Cnidaria \| \| \| \| \| \| Bilateria \| \| \| \| |
|            | Cnidaria                                               |
|            |                                                        |
|            | Bilateria                                              |
|            |                                                        |

|  | Cnidaria  |
|  |           |
|  | Bilateria |
|  |           |

|            | Ctenophora                                             |
|            |                                                        |
| Planulozoa | \| \| Cnidaria \| \| \| \| \| \| Bilateria \| \| \| \| |
|            | \| \| Cnidaria \| \| \| \| \| \| Bilateria \| \| \| \| |
|            | Cnidaria                                               |
|            |                                                        |
|            | Bilateria                                              |
|            |                                                        |

|  | Cnidaria  |
|  |           |
|  | Bilateria |
|  |           |

|            | Ctenophora                                             |
|            |                                                        |
| Planulozoa | \| \| Cnidaria \| \| \| \| \| \| Bilateria \| \| \| \| |
|            | \| \| Cnidaria \| \| \| \| \| \| Bilateria \| \| \| \| |
|            | Cnidaria                                               |
|            |                                                        |
|            | Bilateria                                              |
|            |                                                        |

|  | Cnidaria  |
|  |           |
|  | Bilateria |
|  |           |

|            | Ctenophora                                             |
|            |                                                        |
| Planulozoa | \| \| Cnidaria \| \| \| \| \| \| Bilateria \| \| \| \| |
|            | \| \| Cnidaria \| \| \| \| \| \| Bilateria \| \| \| \| |
|            | Cnidaria                                               |
|            |                                                        |
|            | Bilateria                                              |
|            |                                                        |

|  | Cnidaria  |
|  |           |
|  | Bilateria |
|  |           |

Un posible escenario inspirado en la hipótesis propuesta comienza con la idea de que las células monociliadas del epitelioide en Trichoplax adhaerens evolucionaron por reducción de los collares en las células del collar (coanocitos) de las esponjas cuando los ancestros de los Placozoa abandonaron un modo de vida filtrante. El epitelioide habría servido entonces como precursor del verdadero tejido epitelial de los eumetazoos.
No obstante esta propuesta cayó en desgracia cuando la evidencia molecular señaló que los placozoos son en realidad eumetazoos simplificados emparentados con los cnidarios, por lo que Epitheliozoa se vuelve un sinónimo menor que Eumetazoa, con Ctenophora y Trilobozoa como grupos hermanos de ParaHoxozoa que se convirtió en sinónimo de Planulozoa, otra hipótesis de relaciones que proponía que Placozoa es hermana de los Cnidarios y Bilaterales.

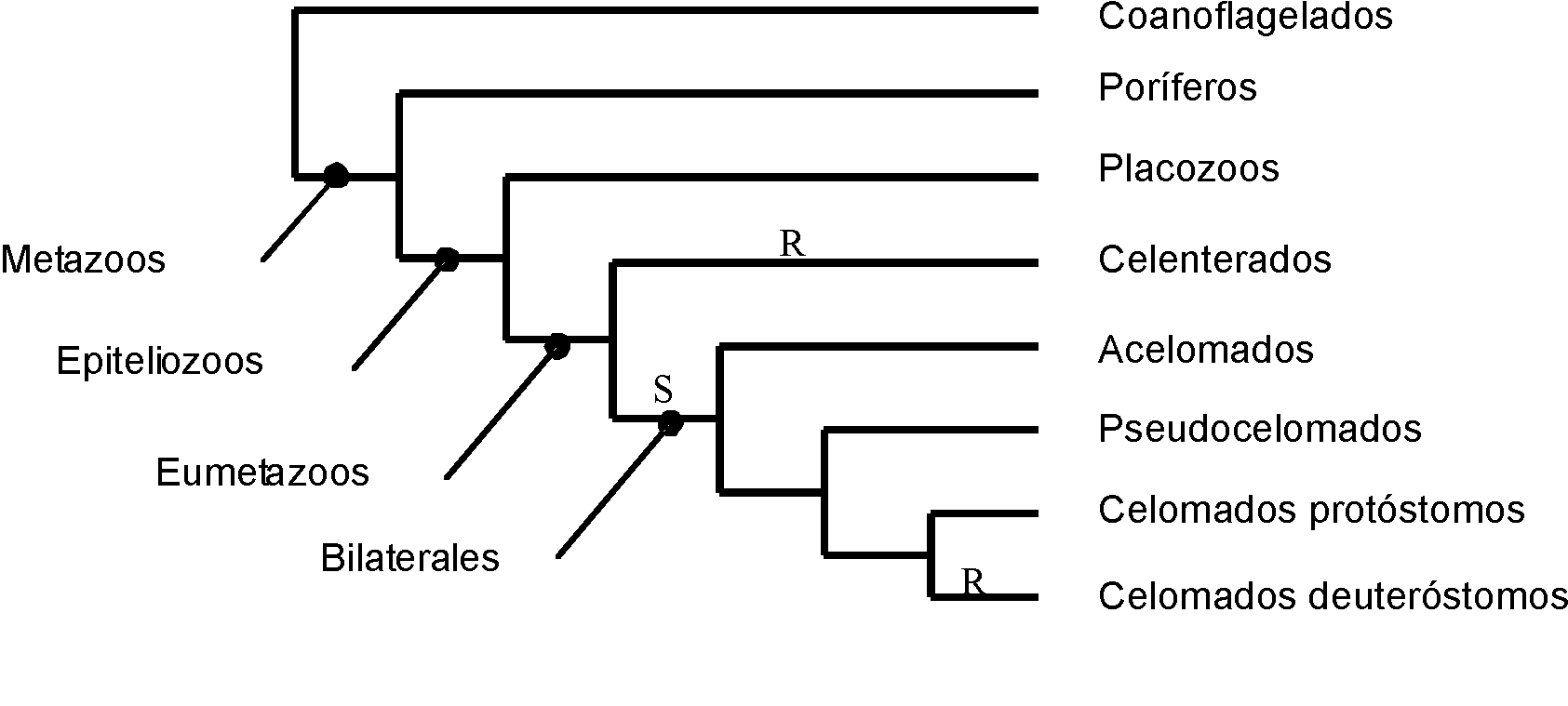
Antigua hipótesis de Epitheliozoa

### Chancellorida y posible reutilización de Epitheliozoa

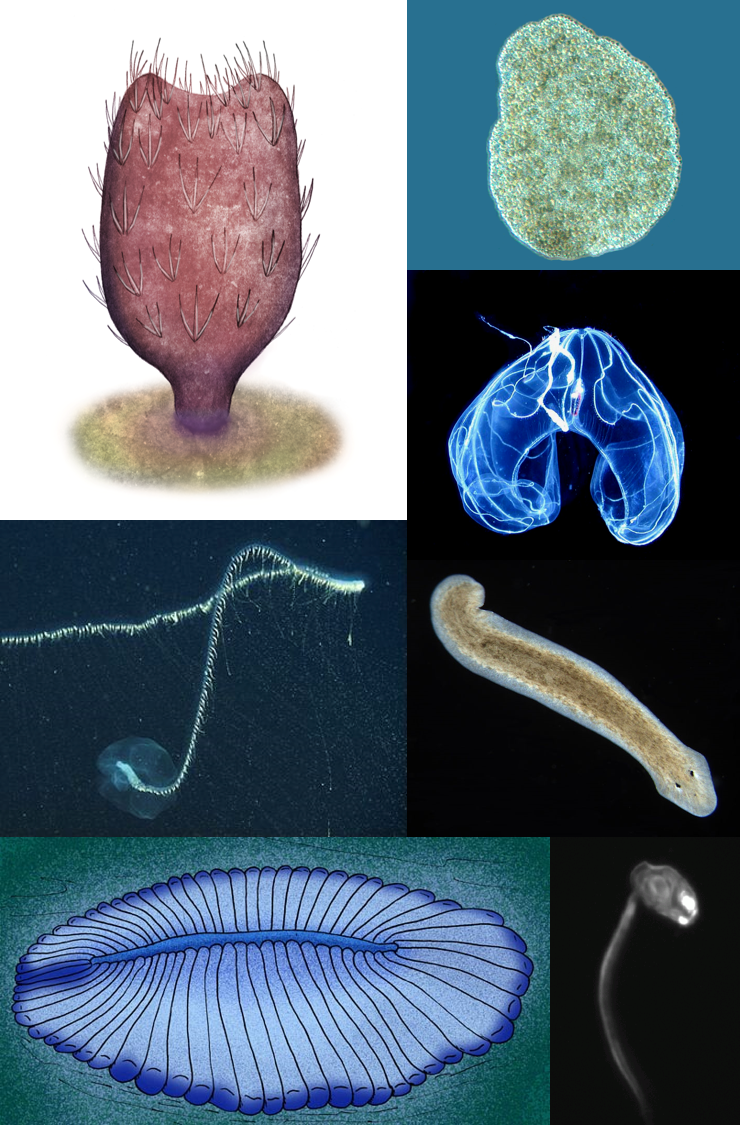
Miembros del clado Epitheliozoa (ahora obsoleto), los ctenóforos actualmente fueron expulsados de Eumetazoa y Epitheliozoa y constituyen su propio linaje

Los cancelóridos son un grupo de organismos parecidos a esponjas que tradicionalmente fueran clasificados como esponjas debido a su estructura simple y similar a las esponjas modernas como filtradores. Los cancelóridos tenían cuerpos en forma de bolsa con un orificio en la parte superior y no muestran evidencia de órganos internos alimentándose por filtración lo cual justificaría su adicción a Porifera, sin embargo las esponjas modernas tienen pieles unidas de forma suelta llamadas pinacodermos , que tienen solo una célula de grosor, mientras que las pieles de los cancelóridos eran mucho más gruesas y mostraban signos de estructuras conectivas llamadas desmosomas de cinturón, por lo que la presencia de desmosomas del cinturón convertía a los cancelóridos en miembros de Epitheliazoa , el siguiente taxón superior por encima de las esponjas vidriosas, demoesponjas y esponjas calcáreas, pero sin estar dentro de Eumetazoa o "verdaderos animales", una investigación reciente ha sugerido la posición de estas "esponjas con piel" fuera de Eumetazoa debido a la ausencia de sistema digestivo y tener una anatomía similar a los poríferos modernos en su lugar, pero cercanos a este por lo que serían eumetazoos troncales.
Un posible árbol filogenético que coloca a los cancelóridos como hermanos de Eumetazoa.
|  | Demospongiae   |
|  |                |
|  | Hexactinellida |
|  |                |

|              | Homoscleromorpha                                             |
|              |                                                              |
| Epitheliozoa | \| \| Chancelloriida \| \| \| \| \| \| Eumetazoa \| \| \| \| |
|              | \| \| Chancelloriida \| \| \| \| \| \| Eumetazoa \| \| \| \| |
|              | Chancelloriida                                               |
|              |                                                              |
|              | Eumetazoa                                                    |
|              |                                                              |

|  | Chancelloriida |
|  |                |
|  | Eumetazoa      |
|  |                |

|              | Homoscleromorpha                                             |
|              |                                                              |
| Epitheliozoa | \| \| Chancelloriida \| \| \| \| \| \| Eumetazoa \| \| \| \| |
|              | \| \| Chancelloriida \| \| \| \| \| \| Eumetazoa \| \| \| \| |
|              | Chancelloriida                                               |
|              |                                                              |
|              | Eumetazoa                                                    |
|              |                                                              |

|  | Chancelloriida |
|  |                |
|  | Eumetazoa      |
|  |                |

|  | Demospongiae   |
|  |                |
|  | Hexactinellida |
|  |                |

|              | Homoscleromorpha                                             |
|              |                                                              |
| Epitheliozoa | \| \| Chancelloriida \| \| \| \| \| \| Eumetazoa \| \| \| \| |
|              | \| \| Chancelloriida \| \| \| \| \| \| Eumetazoa \| \| \| \| |
|              | Chancelloriida                                               |
|              |                                                              |
|              | Eumetazoa                                                    |
|              |                                                              |

|  | Chancelloriida |
|  |                |
|  | Eumetazoa      |
|  |                |

|              | Homoscleromorpha                                             |
|              |                                                              |
| Epitheliozoa | \| \| Chancelloriida \| \| \| \| \| \| Eumetazoa \| \| \| \| |
|              | \| \| Chancelloriida \| \| \| \| \| \| Eumetazoa \| \| \| \| |
|              | Chancelloriida                                               |
|              |                                                              |
|              | Eumetazoa                                                    |
|              |                                                              |

|  | Chancelloriida |
|  |                |
|  | Eumetazoa      |
|  |                |

|  | Demospongiae   |
|  |                |
|  | Hexactinellida |
|  |                |

|              | Homoscleromorpha                                             |
|              |                                                              |
| Epitheliozoa | \| \| Chancelloriida \| \| \| \| \| \| Eumetazoa \| \| \| \| |
|              | \| \| Chancelloriida \| \| \| \| \| \| Eumetazoa \| \| \| \| |
|              | Chancelloriida                                               |
|              |                                                              |
|              | Eumetazoa                                                    |
|              |                                                              |

|  | Chancelloriida |
|  |                |
|  | Eumetazoa      |
|  |                |

|              | Homoscleromorpha                                             |
|              |                                                              |
| Epitheliozoa | \| \| Chancelloriida \| \| \| \| \| \| Eumetazoa \| \| \| \| |
|              | \| \| Chancelloriida \| \| \| \| \| \| Eumetazoa \| \| \| \| |
|              | Chancelloriida                                               |
|              |                                                              |
|              | Eumetazoa                                                    |
|              |                                                              |

|  | Chancelloriida |
|  |                |
|  | Eumetazoa      |
|  |                |

|  | Demospongiae   |
|  |                |
|  | Hexactinellida |
|  |                |

|              | Homoscleromorpha                                             |
|              |                                                              |
| Epitheliozoa | \| \| Chancelloriida \| \| \| \| \| \| Eumetazoa \| \| \| \| |
|              | \| \| Chancelloriida \| \| \| \| \| \| Eumetazoa \| \| \| \| |
|              | Chancelloriida                                               |
|              |                                                              |
|              | Eumetazoa                                                    |
|              |                                                              |

|  | Chancelloriida |
|  |                |
|  | Eumetazoa      |
|  |                |

|              | Homoscleromorpha                                             |
|              |                                                              |
| Epitheliozoa | \| \| Chancelloriida \| \| \| \| \| \| Eumetazoa \| \| \| \| |
|              | \| \| Chancelloriida \| \| \| \| \| \| Eumetazoa \| \| \| \| |
|              | Chancelloriida                                               |
|              |                                                              |
|              | Eumetazoa                                                    |
|              |                                                              |

|  | Chancelloriida |
|  |                |
|  | Eumetazoa      |
|  |                |

|  | Demospongiae   |
|  |                |
|  | Hexactinellida |
|  |                |

|  | Calcárea         |
|  |                  |
|  | Homoscleromorpha |
|  |                  |

|  | Demospongiae   |
|  |                |
|  | Hexactinellida |
|  |                |

|  | Calcárea         |
|  |                  |
|  | Homoscleromorpha |
|  |                  |

|  | Chancelloriida |
|  |                |
|  | Eumetazoa      |
|  |                |

|  | Demospongiae   |
|  |                |
|  | Hexactinellida |
|  |                |

|  | Calcárea         |
|  |                  |
|  | Homoscleromorpha |
|  |                  |

|  | Demospongiae   |
|  |                |
|  | Hexactinellida |
|  |                |

|  | Calcárea         |
|  |                  |
|  | Homoscleromorpha |
|  |                  |

|  | Chancelloriida |
|  |                |
|  | Eumetazoa      |
|  |                |

|  | Demospongiae   |
|  |                |
|  | Hexactinellida |
|  |                |

|  | Calcárea         |
|  |                  |
|  | Homoscleromorpha |
|  |                  |

|  | Demospongiae   |
|  |                |
|  | Hexactinellida |
|  |                |

|  | Calcárea         |
|  |                  |
|  | Homoscleromorpha |
|  |                  |

|  | Chancelloriida |
|  |                |
|  | Eumetazoa      |
|  |                |

|  | Demospongiae   |
|  |                |
|  | Hexactinellida |
|  |                |

|  | Calcárea         |
|  |                  |
|  | Homoscleromorpha |
|  |                  |

|  | Demospongiae   |
|  |                |
|  | Hexactinellida |
|  |                |

|  | Calcárea         |
|  |                  |
|  | Homoscleromorpha |
|  |                  |

|  | Chancelloriida |
|  |                |
|  | Eumetazoa      |
|  |                |